# A Marola
L'île A Marola, (en espagnol A Marola  et en galicien A Marola), est un îlot situé au large de la Costa de Dexo (es) sur le territoire de la municipalité galicienne de Oleiros, en Espagne.

## Description
A Marola est située juste au confluent des estuaires de Ferrol , Betanzos et Coruña, c'est donc une zone de courants et de vagues, c'est pourquoi le dicton est né : « Quiconque passe par Marola, passe par la mer ». Cette zone a été déclarée monument naturel en 1998. 
L'îlot peut être vu depuis le Cabo Prior, l'estuaire d'Ares, le phare de Punta Mera et de la ville de La Corogne.

### Articles externes
- Costa de Dexo - Site turismo.gal